# Ruprecht F. X. Smolík
Ruprecht F. X. Smolík (5. října 1832 Praha – 22. srpna 1887 Broumov), uváděný často jako Rupert František Smolík, byl český kněz, profesor Univerzity Karlovy, spisovatel, opat a politik.

## Život

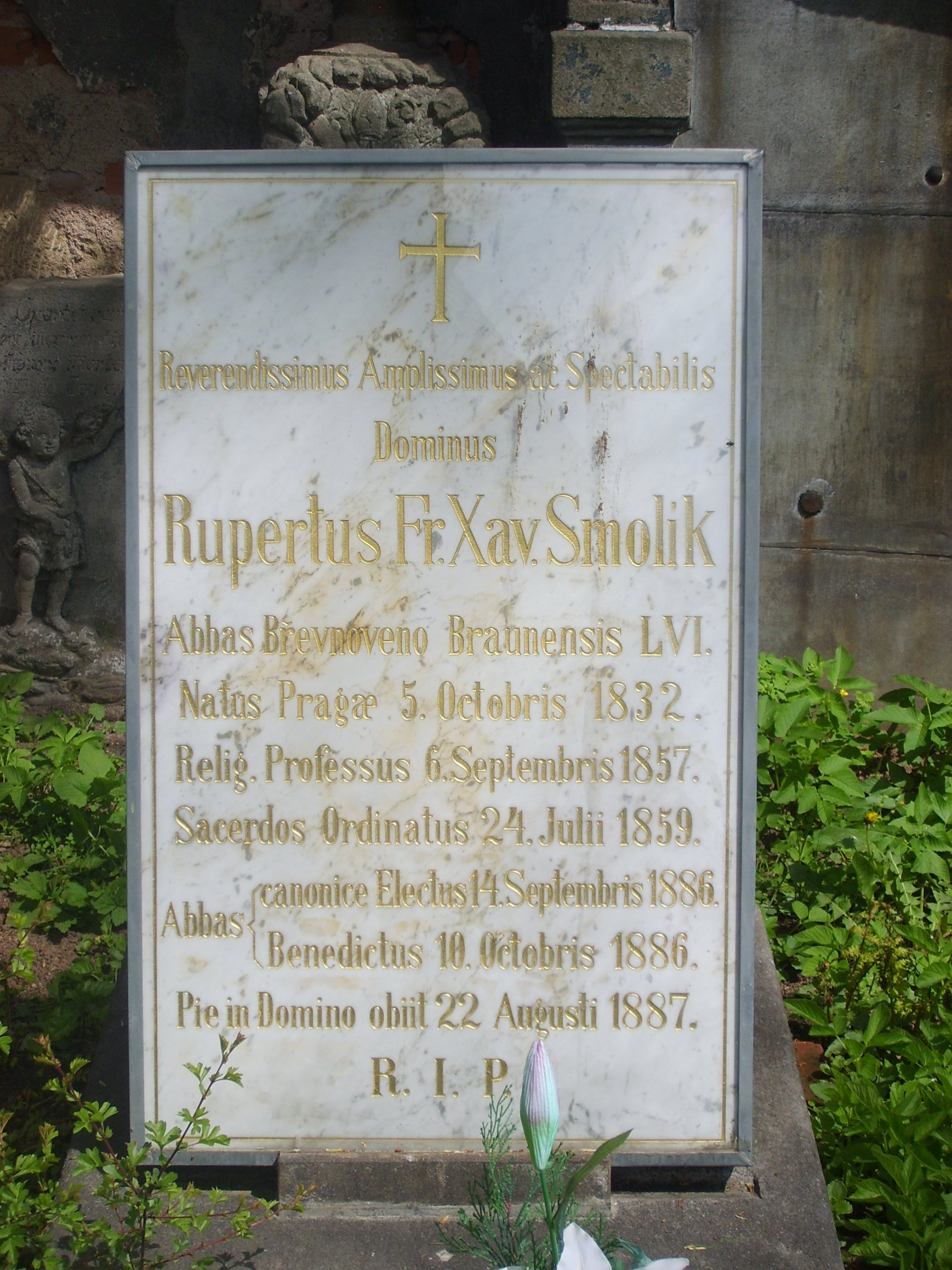
Smolíkův náhrobek v Broumově

Od mládí se připravoval na církevní službu. V 25 letech, 6. září 1857, vstoupil do benediktinského řádu v Břevnovském klášteře. O dva roky později byl vysvěcen na kněze. Potom působil v řadě církevních i pedagogických povolání – nejprve jako pomocník (adjuvat) na bohoslovecké fakultě, pak v letech 1862–66 jako kaplan v Metličanech u Nového Bydžova. Téhož roku byl jmenován profesorem pastorální a fundamentální teologie na arcibiskupském semináři v Hradci Králové. Roku 1871 se stal členem biskupské konzistoře a o čtyři roky později profesorem pastorální teologie na pražské bohoslovecké fakultě. Vydal spis Rukověť pro zpovědníky. Od roku 1860 podporoval Museum Království českého.
Po smrti Jana Rottera byl 12. září 1886 zvolen opatem a tím i nejvyšším správcem benediktinů břevnovských a broumovských. Do funkce byl slavnostně uveden 10. října 1886. Česká vlastenecká veřejnost jeho volbu vítala jako záruku dalšího rozvoje kláštera, který se v minulosti proslavil jako centrum vzdělanosti a národní kultury. 20. prosince 1886 byl navíc Smolík zvolen na Český zemský sněm, kde zastupoval kurii velkostatkářskou. Za necelý rok ale v broumovském klášteře zemřel. Nekrolog jej vzpomínal jako velmi oddaného, obětavého a lidumilného.